# Marek Kincl
Marek Kincl (Praga, 3 aprile 1973) è un ex calciatore ceco, di ruolo attaccante.

## Carriera
Dopo aver giocato per anni in Repubblica Ceca, nel 2000 passa al Viktoria Žižkov e segna 15 reti in 22 partite. Viene notato dalla vicina Sparta Praga (Žižkov è un quartiere catastale di Praga), che lo acquista. Con i granata vince due campionati e segna 24 volte in 81 partite di Gambrinus Liga. Nel 2004 lo Zenit di San Pietroburgo acquista il calciatore per 600.000 euro ma nello stesso anno viene ceduto per 400.000 euro al Rapid Vienna, dove continua a segnare: 27 reti in 92 partite di Fußball-Bundesliga. In Austria vince anche uno scudetto nella stagione 2004-05. In seguito ad un'altra esperienza in Austria, torna in patria con il Bohemians Praga.
Si ritira nel 2011.

## Palmarès

### Club

#### Competizioni nazionali
- Campionato ceco: 2

Sparta Praga: 2000-2001, 2002-2003
- Fußball-Bundesliga (Austria): 1

Rapid Vienna: 2004-2005